# Stoosbahn
Stoosbahn é um Funicular no cantão de Schwyz na Suiça. Liga Hintere Schlattli no município de Schwyz com o resort de Stoos, em Morschach. Num comprimento de 1.547 m, tem uma diferença de altura de 743 m, sendo o funicular mais íngreme do mundo. 
O engenho foi inaugurado em 15 de dezembro de 2017 pela presidente suíça Doris Leuthard.
O Schwyz-Stoos consiste em duas linhas de carruagens cilíndricas que fazem lembrar barris de cerveja. O percurso chega a ter inclinações de 48 graus, o equivalente a 110%, subindo os Alpes suíços até 10 metros por segundo.
Apesar da extrema inclinação do funicular os passageiros não têm essa sensação pois o engenho foi planeado com um sistema de ajuste de inclinação fazendo com que as cabines dos passageiros estejam sempre na horizontal.
Substituiu o antigo funicular Schwyz-Stoos em funcionamento desde 1933.